# Vicky Krieps

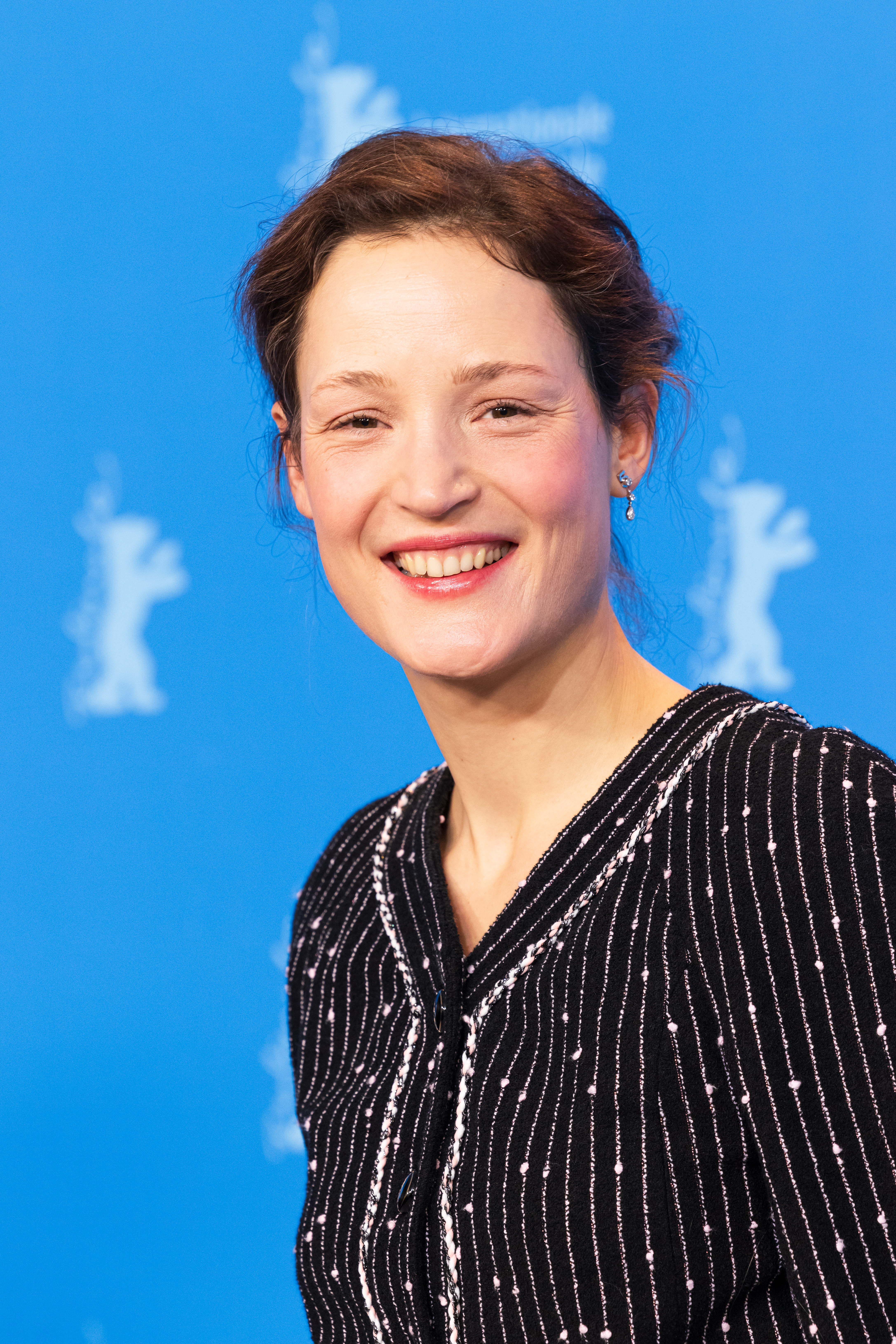
Vicky Krieps im Februar 2023 bei der Berlinale

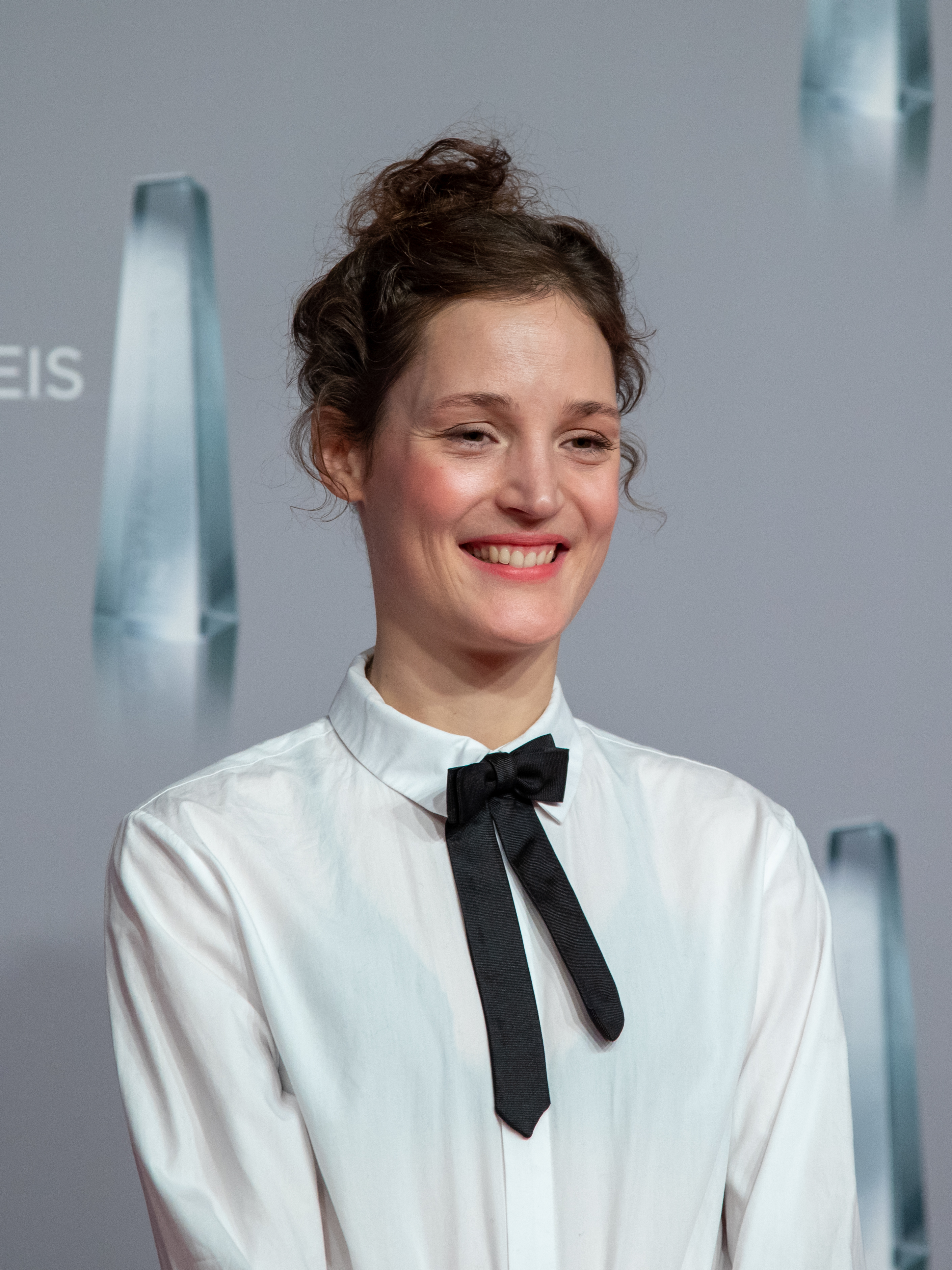
Krieps bei der Verleihung
des Deutschen Fernsehpreises 2019

Vicky Krieps (* 4. Oktober 1983 in Hesperingen) ist eine luxemburgisch-deutsche Schauspielerin.

## Leben
Vicky Krieps ist Tochter einer Deutschen und eines Luxemburgers. Ihre in Hannover geborene Mutter Eva-Maria Krieps studierte an der Kunstakademie Düsseldorf. Über sie besitzt Krieps neben der luxemburgischen auch die deutsche Staatsangehörigkeit. Ihr Vater Bob Krieps, Direktor im Kulturministerium, war von 2011 bis 2014 Präsident des Verwaltungsrates des Luxemburger Filmfonds. Sie hat eine jüngere Schwester und einen jüngeren Bruder. Ihr Großvater war der luxemburgische Rechtsanwalt und Politiker der LSAP Robert Krieps.
Krieps legte das Abitur am Lycée de Garçons in Luxemburg-Stadt ab. Sie machte ihre ersten Schauspielerfahrungen am Konservatorium der Stadt Luxemburg, studierte an der Zürcher Hochschule der Künste und war am Schauspielhaus Zürich engagiert.
Sie wirkte in diversen Fernsehfilmen und Serien mit, so unter anderem in der ersten Folge des Frankfurter Tatorts von 2011 Eine bessere Welt. 2014 verkörperte Vicky Krieps die Titelrolle in der ZDF-Produktion Elly Beinhorn – Alleinflug von Christine Hartmann mit Max Riemelt, Christian Berkel und Harald Krassnitzer. 2017 spielte sie an der Seite von Daniel Day-Lewis die weibliche Hauptrolle in Paul Thomas Andersons mehrfach Oscar-nominiertem Film Der seidene Faden.
Im Jahr 2022 wirkte sie im Historiendrama Corsage mit, bei dem sie auch geschäftsführende Produzentin war. Darin verkörperte sie Kaiserin Elisabeth („Sisi“) von Österreich-Ungarn. Für ihre schauspielerische Leistung erhielt sie den Europäischen Filmpreis als Beste Darstellerin. Auch übernahm sie eine Hauptrolle in Emily Atefs Beziehungsdrama Mehr denn je. Beide Filme erhielten Einladungen in die Sektion Un Certain Regard des Filmfestivals von Cannes, wo Krieps für ihre Leistung in Corsage mit dem Preis für die beste Darstellung ausgezeichnet wurde. Im April 2022 begannen die Dreharbeiten zu Ingeborg Bachmann – Reise in die Wüste. Im Film von Margarethe von Trotta spielt Vicky Krieps eine der Hauptrollen, die der Schriftstellerin Ingeborg Bachmann.
Vicky Krieps lebt in Berlin. Sie hat eine Tochter (* 2010) und einen Sohn (* 2015) aus einer Beziehung mit dem Schauspieler Jonas Laux. Sie spricht Französisch, Deutsch, Luxemburgisch und Englisch.
2021 nahm Krieps im Zuge der Corona-Pandemie an der Aktion #allesdichtmachen teil. Ende Juni 2023 wurde Krieps Mitglied der Academy of Motion Picture Arts and Sciences.
Im Jahr 2024 wurde sie beim 77. Filmfestival von Cannes als Jurymitglied der Sektion Un Certain Regard bestimmt. 2025 folgte sie Alexandra Maria Lara als Präsidentin der Deutschen Filmakademie nach.

## Filmografie (Auswahl)
- 2008: La nuit passée
- 2009: X on a Map
- 2009: House of Boys
- 2011: Wer wenn nicht wir
- 2011: Anonymus
- 2011: Wer ist Hanna?
- 2011: Tatort: Eine bessere Welt
- 2012: Formentera
- 2012: Die Vermessung der Welt
- 2012: Schatzritter und das Geheimnis von Melusina (D’Schatzritter an d’Geheimnis vum Melusina)
- 2012: Rommel
- 2012: Zwei Leben
- 2013: Die Möbius-Affäre (Möbius)
- 2013: Bevor der Winter kommt (Avant l’hiver)
- 2013: Streng (Une histoire d’amour)
- 2014: Elly Beinhorn – Alleinflug
- 2014: Das Zimmermädchen Lynn
- 2014: A Most Wanted Man
- 2014: Das Zeugenhaus
- 2015: Tag der Wahrheit
- 2015: Das gespaltene Dorf (Mon cher petit village)
- 2015: Colonia Dignidad – Es gibt kein Zurück (Colonia)
- 2015: Mordkommission Berlin 1
- 2015: Pitter Patter Goes My Heart, Kurzfilm
- 2015: M wie Martha (Kurzfilm)
- 2015: Outside the Box
- 2016: Was hat uns bloß so ruiniert
- 2017: Der junge Karl Marx (Le jeune Karl Marx)
- 2017: Der Kriminalist (Fernsehserie, Folge Hochrisiko)
- 2017: Der seidene Faden (Phantom Thread)
- 2017: Gutland
- 2018: 3 Tage in Quiberon
- 2018: Verschwörung (The Girl in the Spider’s Web)
- 2018–2020: Das Boot (Fernsehserie)
- 2019: The Last Vermeer
- 2020: De nos frères blessés
- 2021: Nebenan
- 2021: Bergman Island
- 2021: Old
- 2021: Beckett
- 2021: Für immer und ewig (Serre moi fort)
- 2021: The Survivor
- 2021: Frida (Kurzfilm)
- 2022: Corsage
- 2022: Mehr denn je (Plus que jamais)
- 2023: Ingeborg Bachmann – Reise in die Wüste
- 2023: Die drei Musketiere – D’Artagnan
- 2023: Die drei Musketiere – Milady (Les Trois Mousquetaires: Milady)
- 2023: The Wall
- 2023: The Dead Don’t Hurt
- 2024: Went Up the Hill
- 2025: Hot Milk
- 2025: Love Me Tender

## Auszeichnungen
- 2012: Luxemburger Filmpreis (Prix du jeune espoir) für ihre Rolle im Film Die Vermessung der Welt
- 2014: Förderpreis Neues Deutsches Kino Schauspiel für den Film Das Zimmermädchen Lynn[15]
- 2017: Für ihre Rolle in Der seidene Faden wurde sie für fünf Filmpreise nominiert und gewann den International Cinephile Society Award.
- 2019: Deutscher Fernsehpreis als beste Schauspielerin für ihre Rolle in der Fernsehserie Das Boot
- 2022: Internationale Filmfestspiele von Cannes (Un Certain Regard): Beste darstellerische Leistung in Corsage
- 2022: Filmkunstfest Mecklenburg-Vorpommern – Preis für die beste darstellerische Leistung für Mehr denn je
- 2022: Europäischer Filmpreis für Corsage (Beste Darstellerin)